# ティチーノ州
ティチーノ州（ティチーノしゅう、イタリア語: Canton Ticino）は、スイス南部のカントン（州）。州都はベッリンツォーナ。人口は35万1946人（2015年12月時点）。地理的、歴史的にイタリアに近く、スイスの中でもロンバルド語系イタリア語話者が過半を占める。このため、イタリア語のみを公用語とする唯一の州である。ここのイタリア語はティチーノ語ともいう。ドイツ語ではテスィーン（独: Kanton Tessin）、フランス語ではテサン（仏: Canton du Tessin）と呼ばれる。

## 地理

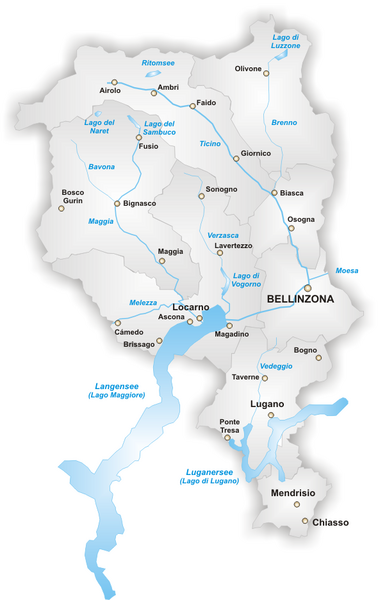
ティチーノ州の地図

ティチーノ州はスイスの中央より南に位置しており、アルプス以南に位置する唯一の州である。

### 隣接している州
- 北：ヴァレー州、ウーリ州
- 北東：グラウビュンデン州
- 東：イタリア国境（ロンバルディア州）
- 南：イタリア国境（ロンバルディア州）
- 西：イタリア国境（ピエモンテ州）

## 歴史
中世、この地域はミラノ（ミラノ公国）の君主によって支配されていた。16世紀初頭に行なわれた第二次イタリア戦争の過程で、1503年にベリンツォーナを占領、その後1512年にミラノ公国に傀儡政権を樹立し、ロカルノ、ルガーノをはじめ、現在のティチーノ州にあたる地域を支配下に置いたスイスは、1515年にマリニャーノの戦いでフランス王国に敗れミラノ公国を放棄したものの、翌1516年にフランスと締結された和平をもってティチーノ州ほぼ全域を正式に獲得した。

## 行政区
ティチーノ州は以下の8つの郡 (Distretto) に分かれており、さらに38の下位行政区 (Circolo) に分かれている。
| 行政区 (Distretto)             | 人口 （2015年12月） | 面積 (km²) | 中心都市 (Capoluogo)          | 基礎自治体の数 | Circolo                                                                                                 |
| ------------------------------ | ------------------- | ---------- | ----------------------------- | -------------- | --- |
| ベッリンツォーナ (Bellinzona)  | 51,422              | 209.30     | ベッリンツォーナ (Bellinzona) | 17             | Bellinzona, Ticino, Giubiasco                                                                           |
| ブレーニオ (Blenio)            | 5,714               | 360.90     | アックァロッサ (Acquarossa)   | 3              | Malvaglia, Acquarossa, Olivone                                                                          |
| レヴェンティーナ (Leventina)   | 9,343               | 479.90     | ファイード (Faido)            | 10             | Giornico, Faido, Quinto, Airolo                                                                         |
| ロカルノ (Locarno)             | 63,688              | 551.40     | ロカルノ (Locarno)            | 23             | Locarno, Isole, Onsernone, Gambarogno, Melezza, Navegna, Verzasca                                       |
| ルガーノ (Lugano)              | 151,522             | 305.20     | ルガーノ (Lugano)             | 52             | Lugano, Ceresio, Carona, Magliasina, Agno, Sessa, Sonvico, Vezia, Breno, Pregassona, Capriasca, Taverne |
| メンドリーズィオ (Mendrisio)   | 51,183              | 101.00     | メンドリーズィオ (Mendrisio)  | 11             | Mendrisio, Balerna, Caneggio, Stabio, Riva San Vitale                                                   |
| リヴィエーラ (Riviera)         | 13,090              | 166.40     | ビアスカ (Biasca)             | 6              | Riviera                                                                                                 |
| ヴァッレマッジャ (Vallemaggia) | 5,984               | 569.50     | チェーヴィオ (Cevio)          | 8              | Rovana, Maggia, Lavizzara                                                                               |
| 合計 (8)                       | 351,946             | 2743.60    | ベッリンツォーナ (Bellinzona) | 130            | |

## 主な都市
- ベッリンツォーナ
- ロカルノ
- ルガーノ

## 画像

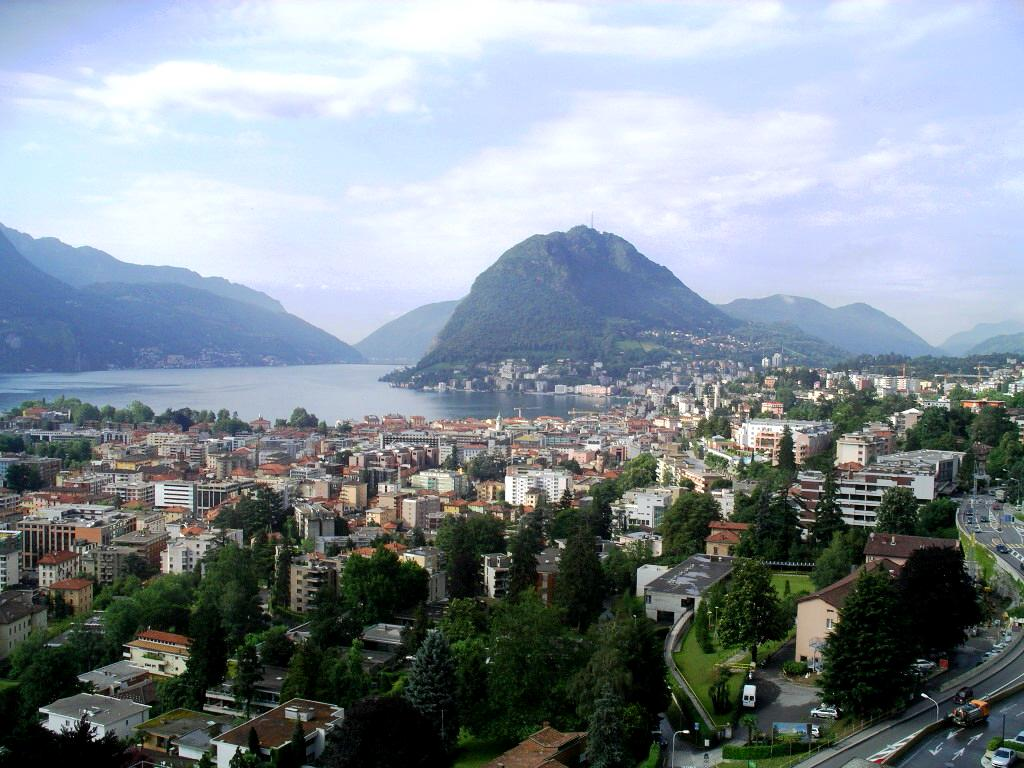
州最大の都市ルガーノ。遠景にルガーノ湖とサルヴァトーレ山。
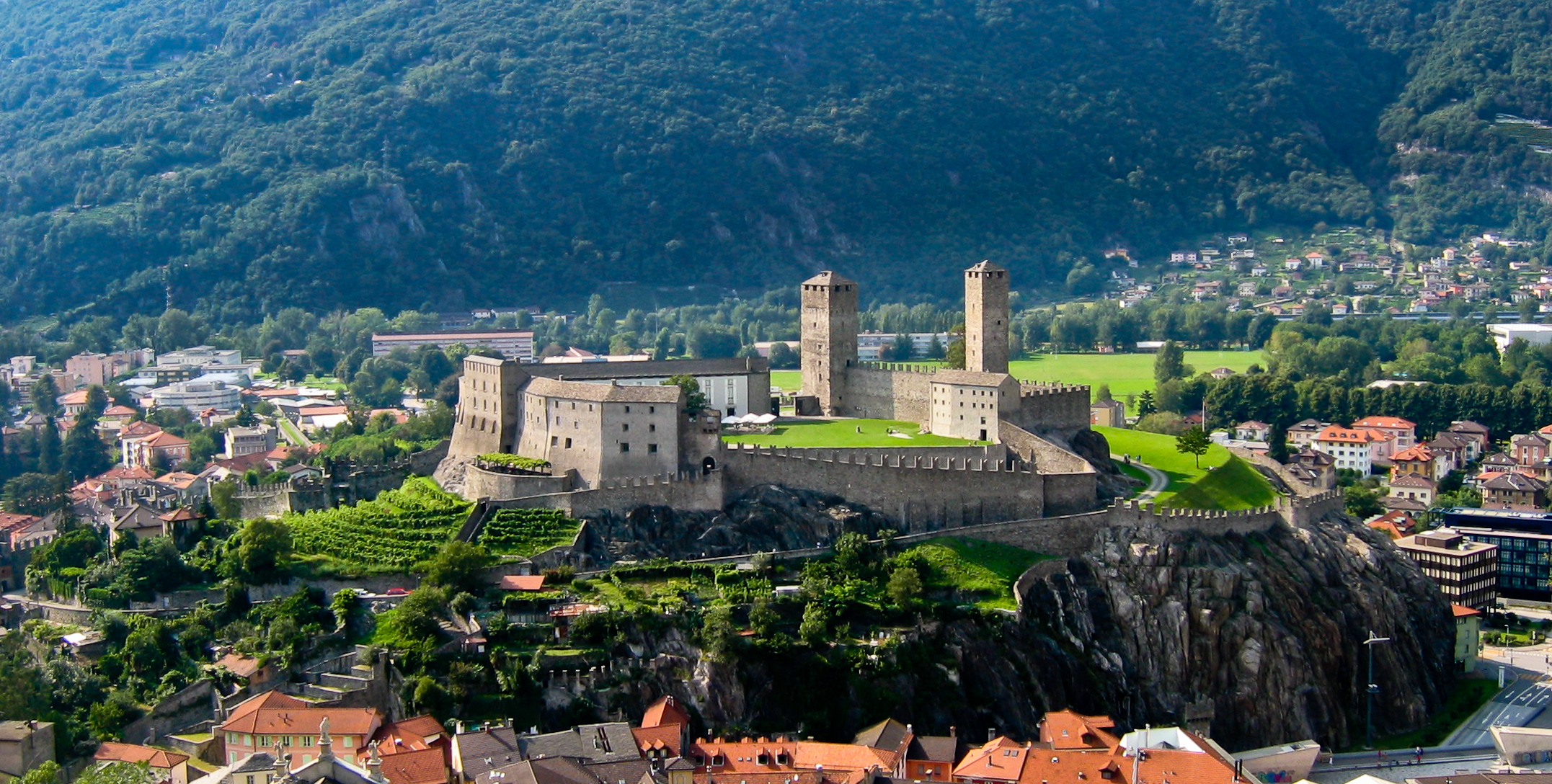
世界遺産ベッリンツォーナ旧市街の3つの城と防壁・城壁群
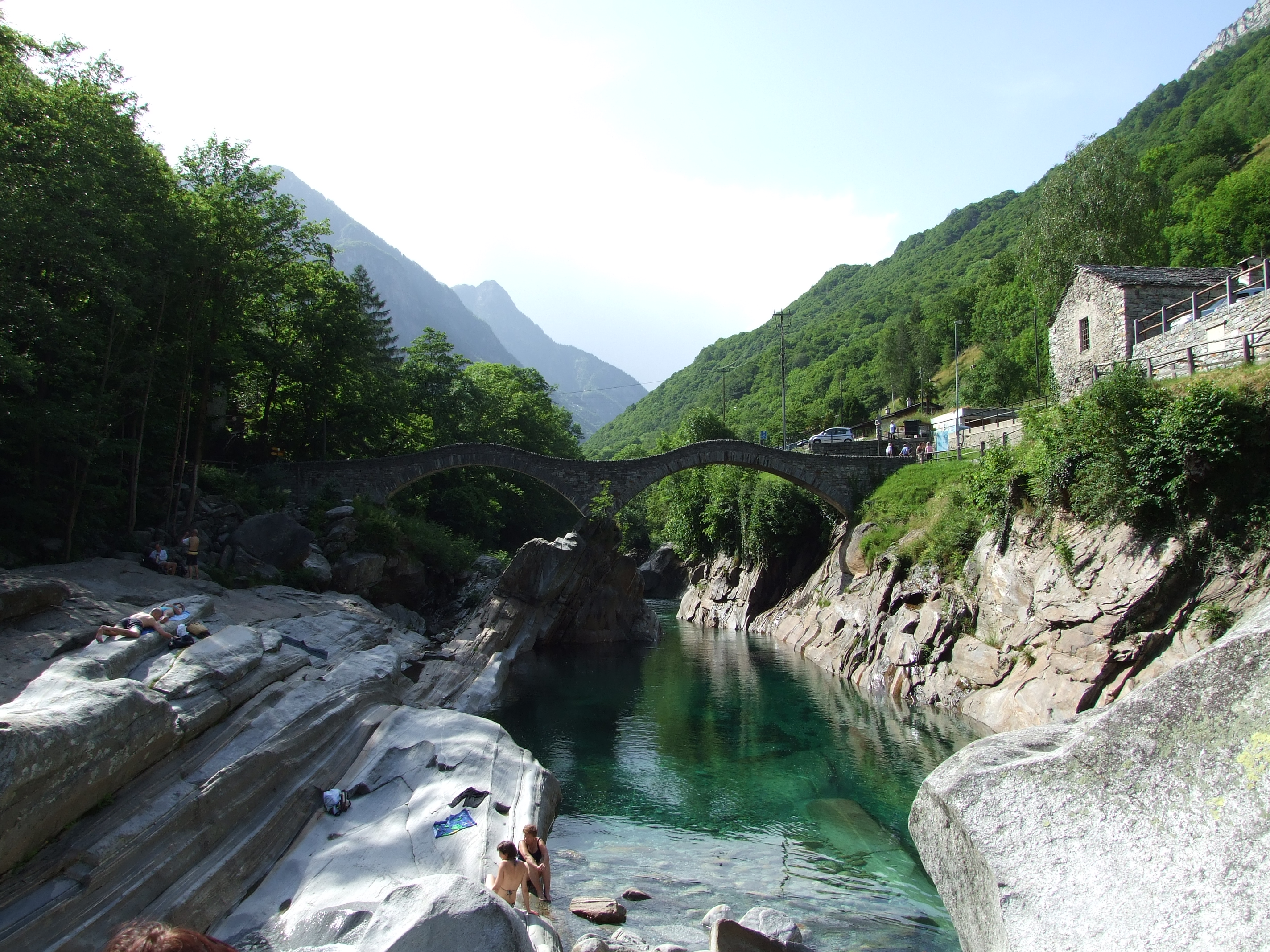
ベルザスカ渓谷とサルティ橋（ロカルノ県ラベルテッツォ）。橋からの飛び込みが人気の観光地で、ミラノから北に車で約2時間。
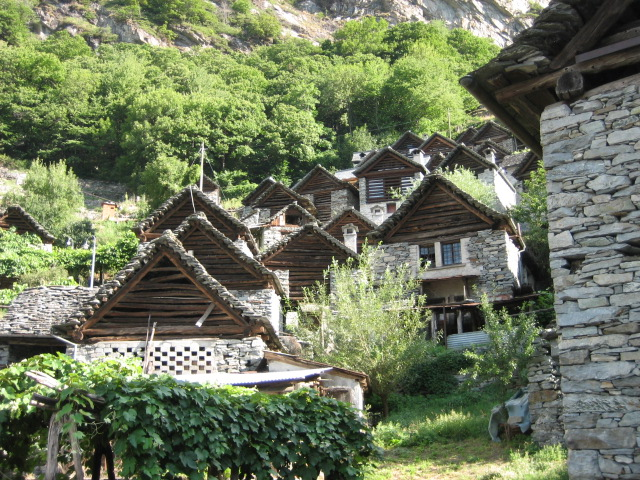
ブロンターロ（バッレマッジャ郡）の家並